# Лемдяй
Лемдя́й — село, центр сельской администрации в Старошайговском районе. Население 671 чел. (2001), в основном мордва-мокша.
Расположено по берегам речки Лемдяй (название-гидроним), в 18 км от районного центра и 46 км от железнодорожной станции Саранск. Основано во 2-й половине 16 в. В «Списке населённых мест Пензенской губернии» (1869) Лемдяй — село казённое из 161 двора Инсарского уезда. По материалам «Подворной переписи крестьянского хозяйства» (1913), в Лемдяе — 327 дворов (2 014 чел.); 12 ветряных мельниц, 2 мелкие лавки, просодранка, кузница, пчельник, церковь и земская школа; в 1931 г. — 427 дворов (2 215 чел.). В 1930 г. был создан колхоз «Од ки» («Новый путь»), с 1962 г. — откормсовхоз «Старошайговский», с 2002 г. — ООО «АРМ РОС». В современном селе — средняя школа, Дом культуры, медпункт.
Лемдяй — родина Героя Советского Союза Г. М. Надёжкина.

## Источник
- Энциклопедия Мордовия, И. И. Шеянова.